# Театр имени Наталии Сац (Москва)
«Московский государственный академический детский музыкальный театр имени Наталии Ильиничны Сац» — театр в Москве, первый в СССР постоянный музыкальный театр для детей и юношества. Носит имя основателя — выдающегося деятеля советской культуры Наталии Ильиничны Сац.

## История
Датой рождения театра принято считать 21 ноября 1965 года, когда на сцене Театра эстрады состоялось первое представление детского музыкального театра — премьера оперы М. И. Красева «Морозко».
Изначально театр не имел собственной сцены, но вскоре он переехал в здание бывшей гостиницы «Славянский базар» на Никольской улице (до 1990 года — улица 25 Октября).
В 1979 году театр переехал в собственное новое здание на проспекте Вернадского, построенное специально для него по индивидуальному проекту архитекторов А. Великанова и В. Красильникова в центральной части территории парка имени 40-летия ВЛКСМ. 
Здание театра увенчано скульптурой «Синей птицы» (автор — скульптор В. М. Клыков), являющейся символом театра.
Пять декоративных порталов здания театра заполнены скульптурами работы А. Волкова, П. Мельниковой, А. Кнорре, В. Акимушкиной. На трех средних — герои пушкинских сказок, на боковых — персонажи симфонической сказки С. Прокофьева «Петя и волк», Мальчиш-Кибальчиш и Буратино. Скульптор В. М. Клыков на 3 фонтанах возле театра установил композиции «Бегущая по волнам», «Музы», «Камыши». Скульптура «Трубач на коне» (также его работы) увенчивает афишный столб. Другой афишный столб завершен композицией народного художника РСФСР И. Ефимова «Голуби». Среди деревьев парка - его же скульптура «Лань и олень». В вестибюле ящик для писем и рисунков стережет медвежонок работы скульптора А. Белашова. Яркие птицы над главным буфетом — произведение художницы М. Соколовой. В оформлении интерьеров театра принимали участие палехские художники, в их числе Н. И. Голиков, расписавший Комнату сказок. 
В 1987 году театру присвоено почётное звание академического.
В современном здании театра два зала:
- большой зал — на 1100 мест, с тремя сценами: одна главная и две боковых. В этом зале находится одна из достопримечательностей театра — занавес на тему оперы Н. А. Римского-Корсакова «Садко».
- малый зал — на 300 мест, концертный.

В 2003 году к столетию Н. И. Сац перед зданием театра ей установлен памятник. На памятнике фигура Наталии Сац изображена с двумя детьми в образах Красной Шапочки и Волка.
В 2019 году было принято решение о реконструкции здания театра. На ремонтные работы выделено 1,8 млрд рублей.

## Репертуар
В репертуаре театра — драматические спектакли, оперы и балеты.
- «Волшебная флейта»
- «Волшебник Изумрудного города»
- «Двенадцать месяцев»
- «Дитя и волшебство»
- «Дюймовочка, или чудесный полет»
- «Золотой петушок» (опера-балет)
- «Звероопера»
- «Королевский бутерброд»
- Кошкин дом
- «Лебединое озеро»
- «Любовь к трём апельсинам»
- «Маугли»
- «Повелитель мух»
- «Путешествия Гулливера» на музыку Алексея Ларина.
- «Стойкий оловянный солдатик»
- «Сказки Андерсена»
- «Путешествие Незнайки»
- «Синяя птица» на музыку Ильи Саца и Ефрема Подгайца.
- «Сказка о царе Салтане»
- «Снежная королева»
- «Сын полка»
- «Щелкунчик»

## Награды и премии
- Премия Ленинского комсомола (1976) — за постановку спектаклей «Моя мама», «Волшебная музыка» и театрализованного концерта «За Родину с песней»
- Почётный диплом Московской Городской Думы (10 сентября 2003 года) — за заслуги перед городским сообществом[7]